# Cremnops cameronii
Cremnops cameronii är en stekelart som först beskrevs av Dalla Torre 1898.  Cremnops cameronii ingår i släktet Cremnops och familjen bracksteklar. Inga underarter finns listade i Catalogue of Life.